# 图布辛·巴德日勒

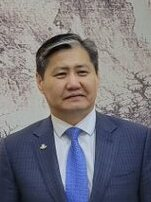
摄于2023年

图布辛·巴德日勒（羅馬化：Tüvshingiin Badral，1966年—），蒙古国政治军事人物、外交官，少将军衔。曾任蒙古国国家紧急情况总局局长、蒙古驻华大使等職。

## 生平
图布辛·巴德日勒于1984年毕业于额尔登特的中学，并于1984年至1988年在俄罗斯莫斯科军事边防司令部学习，之后还在蒙古国立大学主修法语。图布辛·巴德日勒自2015年以来一直担任蒙古国国家紧急情况总局局长。
2020年4月被任命为蒙古国驻华大使。2020年10月19日，中华人民共和国外交部礼宾司司长洪磊接受了蒙古国新任驻华大使图布辛·巴德日勒递交的国书副本。2024年7月，离任回国。